# Cyklistforbundet
Cyklistforbundet er en trafikpolitisk interesseorganisation oprettet i 1905 som Dansk Cyklist Forbund. Foreningens landsformand er Jens Peter Hansen. Direktør er Kenneth Øhrberg Krag.
Cyklistforbundet er en medlemsbaseret interesseorganisation, der repræsenterer Danmarks 4,5 millioner cyklister. Foreningen driver blandt andet politisk lobbyisme. 
Initiativtageren til foreningen - der dengang blev stiftet som Dansk Cyclist Forbund - var den københavnske skolelærer Gabriel Jensen, mens Kaptajn Fritz Hansen var forbundets første formand. Allerede dengang havde foreningen fokus på trafiksikkerhed og anlæggelse af cykelstier. Således var en af foreningens første sejre anlæggelse af cykelsti langs søerne i København i 1911. Arkiveret 16. juni 2019 hos  Wayback Machine
Forbundet oplevede en kraftig opblomstring i medlemstal midt i 1970'erne og nåede i 1980 op på 25.000 medlemmer. På det tidspunkt deltog titusindvis i foreningens årlige demonstrationer i blandt andet København, Århus og Odense.
Cyklistforbundet arbejder for at skabe større færdselssikkerhed, bedre fremkommelighed, øget tryghed, komfort og oplevelsesrigdom, så flere cykler mere

## Kampagner
Vi Cykler Til Arbejde (VCTA) er en årlig kampagne for at få flere ansatte på danske arbejdspladser til at bruge cyklen til og fra arbejde. Kampagnen startede på initiativ af Cyklistforbundet i 1997, og afvikles hvert år i hele maj måned. I 2024 tilbagelagde 57.484 deltagere sammenlagt over 9,8 millioner kilometer . En samfundsøkonomisk vurdering i 2012 fandt, at kampagnen havde en nettonutidsværdi på 43 mio. kr.
Fælles-Tour er en ny kampagne arrangeret af Cyklistforbundet og de fem regioner med henblik på, at få flere unge til at cykle til ungdomsuddannelsen. I 2024 deltog knap 10.000 unge i kampagnen.
Alle Børn Cykler (ABC) er landets største børnemotionskampagne, hvor typisk over 100.000 skole-elever på klassebasis dyster om at cykle flest dage til skole og fritidsaktiviteter.
Vi kan Cykle! understøtter cykellege i børnehaver, og informerer og hjælper forældre til at sikre deres børn lærer at færdes sikkert på cykel tidligt i livet. I 2024 deltog 23.000 børnehavebørn i kampagnen